# Grupo R (FIA)
Em relação ao automobilismo regido pela Fédération Internationale de l'Automobile, Grupo R refere-se a um conjunto de regras que fornecem veículos derivados de produção para a competição. Os regulamentos Grupo R foram criados em 2012 como um substituto para o Grupo A e os carros do Grupo N, e entrou em vigor a partir de 2013. Os carros anteriores à criação do Grupo R foram reclassificados de acordo com as novas regras. Os regulamentos Grupo R prevêem uma categoria para carros GT , conhecido como RGT.

## Classes em Grupo R
Grupo R consiste em seis categorias, designadas R1, R2, R3, R4, R5 e RGT; alguns desses grupos contêm os seus próprios sub-grupos, com carros atribuídos a cada grupo com base no seu peso, tamanho e tipo do motor. Equipas e pilotos são classificados em campeonatos específicos com base na classe do seu carro. Carros classificados como R1, R2 e R3 participam no WRC 3 para os carros de duas rodas motrizes; carros da categoria R3T especialmente preparados são utilizados no Campeonato Mundial de Rali Júnior. Carros classificados como R4 e R5 competem no WRC 2 ao lado dos já existentes Super 2000 e dos carros de produção de Grupo N. Carros classificados como RGT não são elegíveis para competir nos campeonato WRC 2 ou WRC 3, mas em vez disso podem competir por pontos no Campeonato do Mundo ao lado de World Rally Car.[carece de fontes?]
| Categoria | Classe | Cilindrada      | Tipo motor               | Combustível | Peso mínimo | Tracção      | Homolgação | Campeonato  | Exemplo              |
| --------- | ------ | --------------- | ------------------------ | ----------- | ----------- | ------------ | ---------- | ----------- | -------------------- |
| RC5       | R1A    | Até 1400cc      | Aspirado                 | Gasolina    | 980 kg      | 2 rodas      | 2500/ano   | WRC 3       | Toyota TMG Yaris R1A |
| RC5       | R1B    | 1400cc a 1600cc | Aspirado                 | Gasolina    | 1030 kg     | 2 rodas      | 2500/ano   | WRC 3       | Renault Twingo R1    |
| RC5       | R1T    | 1400cc          | Turbo                    | Gasolina    | ND          | 2 rodas      | 2500/ano   | WRC 3       | Kia Picanto GT Cup   |
| RC4       | R2B    | 1400cc a 1600cc | Aspirado                 | Gasolina    | 1030 kg     | 2 rodas      | 2500/ano   | WRC 3       | Ford Fiesta R2       |
| RC4       | R2C    | 1600cc a 2000cc | Aspirado                 | Gasolina    | 1080 kg     | 2 rodas      | 2500/ano   | WRC 3       | Ford Fiesta R2       |
| RC3       | R3C    | 1600cc a 2000cc | Aspirado                 | Gasolina    | 1080 kg     | 2 rodas      | 2500/ano   | WRC 3       | Renault Clio R3      |
| RC3       | R3D    | Até 2000cc      | Sobrealimentado          | Diesel      | 1150 kg     | 2 rodas      | 2500/ano   | WRC 3       | Fiat Grandepunto R3D |
| RC3       | R3T    | até 1600cc      | Turbo                    | Gasolina    | 1150 kg     | 2 rodas      | 2500/ano   | WRC 3, JWRC | Citroën DS3 R3T      |
| RC2       | R4     | acima de 2000cc | Turbo                    | Gasolina    | ND          | 2 ou 4 rodas | n/a1       | WRC 2       | Subaru Impreza R4    |
| RC2       | R5     | 1600cc          | Turbo                    | Gasolina    | 1230 kg     | 4 rodas      | ND         | WRC 2       | Peugeot 208          |
| RGT       | RGT    | Sem limite      | Turbo ou sobrealimentado | Gasolina    | ND          | 2 rodas      | ND         | none2       | Lotus Exige R-GT     |

Notas:
- ↑1  — A classe R4 destina-se a carros de produção da categoria Grupo N anteriores a 2013. Não serão homolgados novos carros de Grupo N, pelo que a categoria R4 irá diminuir gradualmente.
- ↑2  — Não existe nenhum campeonato específico para os carros RGT, podendo marcar pontos apenas no Campeonato Mundial de Rali.